# おねがいマイメロディの登場キャラクター・マリーランドの人々
おねがいマイメロディの登場キャラクター・マリーランドの人々（おねがいマイメロディのとうじょうキャラクター・マリーランドのひとびと）では、テレビアニメ『おねがいマイメロディ』シリーズに登場するキャラクターのうち、本作中に登場する架空世界・マリーランドに住む人々について解説する。
夢野歌など人間界の人々についてはおねがいマイメロディの登場キャラクター・人間界の人々を参照。

## メインキャラクター
以下のキャラクター解説は、それぞれ下記項目を参照。
マイメロディ
声 - 佐久間レイ
本作の主人公でウサギ族の少女。
クロミ
声 - 竹内順子
マイメロディのライバルの少女。
バク
声 - 前田登 （はりけ〜んず）
クロミの子分的存在。

## マイメロディのお友達
フラット
声 - 三浦香
水色のネズミの少年。身長はマイメロの半分ぐらいで、耳が大きい。好物はポップコーンで自前のポップコーンメーカーを持つ。特技は前歯で噛り付き。必殺技はメロディ・マークを張られたときに使えるマリーランド拳法「究極奥義 レインボー拳」。あまり文字が読めないが、人間の読める文字で手紙を書ける。使命感のないマイメロをサポートする面においては常識だが、他人の恋を唆す一面がある。
マイメロが好きで一番の仲良し。マイメロの役に立ちたく、メロディ・マークを付けられる役を買って出るが、マイペースのマイメロに振り回されることが多い。パパと同様、自分の言葉をマイメロには伝えていないようでマイメロが、「チャレンジャーな男の子って好き」と言ったことを聞き、動揺している。
マイメロを探しているところを駆に捕まり、駆の住むマンションに連れ込まれ、そのまま居候している。魔法を使えないが、「ポップコーンを100個食べると使える」と駆に嘘をついていた。床に敷き布団代わりに座布団を置き、その上で靴下を寝袋にして寝ている。部屋にあるテレビゲームで遊び、ゲームの腕前はマイメロを簡単にあしらうほど。歌に告白できない駆をまだるっこく思い、無理矢理告白するように急がせ、勝手がましく駆本人に代わって歌に愛のメッセージを送ろうとすることがある。
『おねがいマイメロディ』ではクロミたちの逃亡幇助について、マイメロの潔白をピアノちゃんと主張したが、「証拠」の意味が解らなかったため、マイメロの人間界行きが決定する。自分の傘を使いマイメロママのお使いでキッチンを届け、王様や大臣の命でマイメロを監視するため人間界にやってきた。人間の夢を守りかつ早くマリーランドに帰る案として、「クロミ捕まえたほうが楽だ」とマイメロに助言したが無視される。その後はマイメロに協力し続けていたが、駆と下校中にクロミとバクが柊邸に入る姿を見つけ、二人の関係に疑問を抱く。駆と柊邸を監視し、クロミとバクが柊邸から飛び出していく姿を確認すると潜入する。警備隊に追跡され、偶然飛び込んだ部屋にいた歌に事実を伝えるが、その確かな証拠も無く、恵一を信じる歌には信じてもらえなかった。その後も一人で恵一の監視を続け、偶然音楽室でクロミとバクと奪われたメロディ・ヴァイオリンを弾く恵一を見つけ、ダークパワーの精の恐ろしい話を聞いてしまう。王様に報告し、ノダの証言で恵一とクロミに関係があることが証明された。
『くるくるシャッフル』第1話で再登場、本格的な活躍は第3話から。魔法騒動後マリーランドに帰らず、再び駆の家で居候になる。第14話でパパからフラットくん型の携帯電話（尻尾と同じストラップ付）を送ってもらった。「クロミたちは空を飛ぶから、テレビ塔頂上から監視するのがいい」と提案し実行、無警戒のクロミたちを追跡し、充填のために柊家に入っていく姿を見つけ、夢野歌へ連絡し、歌に尋ねられたセバスタンがクロミのいることを喋ったことから、潤の部屋に踏み込む。そして、潤がメロディ・キーにエネルギー充填している現場を見て、充填者が誰であるか探しだした。
『すっきり♪』第8話で再登場。この時は黒音符に取り憑かれてプンプン化し、街を混乱に陥れた。第28話で初めて召喚されるが、歌っているだけで全く活躍していない。
『きららっ★』では、マリーランドの生徒として登場。パパにデート術をしこまれていて、フランス語を少し話せる（が、使い方がおかしい）。マイメロにメロディ・マークを付けられ、巻き髭を生やした「ムッシュフラット」という怪しい姿になり、恋愛論を激しく演説した。それに煽られた歌のクラスメイトの間に複数のカップルが成立した。以来度々、愛の伝道師と化したが、特に原因が無かったため、フラットくんの地であると判明。駆と歌をカップルにするため、駆へアドバイスしたりラブレターを代筆で出そうとしたりしているが、一度も成功していない。森内の初デートにもアドバイスをしている。自分もマイメロに気持ちを伝えきれていない不器用な青年だが、自分への応用は出来ていない。
フラットのパパ
声 - 江原正士
フラットくんのパパ。栗色の髪の毛で巻き髭を生やし、白色のスーツを着て、紫色のサングラスをかける。尻尾のリボンは赤色。語尾は「セボーン。アバンチュール」などフランス語。夢野歌の誕生パーティに招かれた際に、駆に人間界で息子がお世話になっていることのお礼を述べた。
不器用な駆の姿に、自分の若いときにマイメロのママへの切ない初恋を思い出す。昔からダンディだった訳ではなく、駆のように自分の気持ちを伝えられない不器用な青年だったらしい。その経験から、苦しい恋をする青年を助ける「ラブマスター」になろうと決心した。フラットくんもパパのこの教育を受けている。
悪夢魔法で駆に告白したいと膨らむ心を収めるために、お助けキャラとして王様と共に登場。馬役の王様に跨る騎士となり、必殺「マロニエの樹の下で君にジュッテームラブアロー」と巨大化させたピンク色の矢で、小暮の大きく膨らんだ心を射抜いた。
ピアノちゃん（ひつじさん）
声 - 竹内順子
体毛がピンク色の羊の少女。マリーランドのマイメロの友達で幼馴染。マイメロより体が少し小さい。普段はマリーランドでくまくん達と遊び、王様達のお供をしてゴルフのキャディ役を務めている。
『おねがいマイメロディ』の放送開始時点では、名前が無く「ひつじさん」と呼ばれていた。2005年にいちご新聞の読者公募で「ピアノちゃん」という名前が決定し、作中ではりねずみくんから紹介された。マイメロもそれ以降は「ピアノちゃん」と呼ぶ。
甘えん坊で天真爛漫、そして毒舌であり、美紀やフラットなどを軽々と傷つける。美紀が作詞でスランプになったときに頭をハッキリできるように、ゴマ煎餅をさし入れ、もっと頭がハッキリするように、クロマグロを獲る怪力の持ち主。恐ろしい願いごとがあり、それを聞いたバコは震え上がった。外国との巨大プロジェクト並みの仕事を任された事があり、数時間で仕事を終わらせた。実は怒ると物凄く恐い。
「あっぱめぇ〜!!」「ぽきゅる〜」としか喋れないが、マイメロやクロミは、美紀と対決したピアノちゃんがポエムを喋っていると分かっていることから通じている。人間には言葉が通じていないが、美紀や審査委員長など一部の特別な感覚がある人には分かる。
特技はポエムで、「夢ヶ丘新聞主催交通安全強化月間ポエム」の新人賞を飛び入りで受賞し、美紀を脅かすライバルになっている。その後、ポエムを書き溜めたノートを持参しポエム勝負に来たが、書く文字は渦巻状態の記号にしか見えない。美紀が監督する学園祭のお芝居では、美紀と喧嘩するぐらい台本や演技に厳しい意見を出した。
マイメロとは違い、キーボードを上手に弾けるので、ドリームパワーの曲が完成すると、平等院の髪型で演奏した。
他にも、自分が羊である特性を活かし、フラットを魔法にかけるため、目の前で何度も柵を飛び越え、眠らせることができ、自分自身も瞬時に眠ることができる。
ヌイグルミだがクロールで泳げる。その力を活かし海で体の数倍以上もするクロマグロを、素手で掴まえた。
マイメロにアイテムを届け、マイメロの魔法対決に協力するために時々人間界に来ている。バクが柊恵一の夢を溢れさせたときに、マリーランドが総力を挙げて事態を収拾するための一員として来たときは、溢れた夢の中で地球大に巨大化し、人々を驚かせた。
はりねずみくん
声 - 沢城みゆき
自称「ハリー」。のんびりな性格。マリーランドのマイメロの友達。第一期の1話では普通の住人として背景のみで登場するが、それ以降はこの作品における進行・解説役を担当する。言葉の最後に「です」をよく付ける。
マイメロやクロミたちの魔法対決で、関係ない周りの人まで巻き込んだ場合、対決が終わった後に騒動を収束させるため、「コロリ」と前回りすることで騒動を忘れさせることができる。一見するとただの前転だが、ドリアン大臣曰く「でんぐり返し道五十六段の究極技」であり、心得のない者には真似できない。
ダークパワーに世界が侵食されようとしたときも元に戻すために転がろうとするが、転がりきる前にダーちゃんが放った雷で気絶させられ、阻止できなかった。
『くるくるシャッフル』では、ダーちゃんに風邪をうつされてしまう。さらに、その際にしたくしゃみによって今までコロリで忘れさせていた人々の記憶が戻るという事態が起きた。ダーちゃんの雷で気絶させられるが、その後、マイメロのピンク音符の力で風邪は治る。コロリを再開したが、病み上がりのため不完全であり夢ヶ丘市の住人たちは記憶が残ったままとなってしまった。
魔法騒動以外でもコロリでなかったことにすることができるため、山本の不甲斐無さを目の当たりにし涙を流し、小暮の歌への告白をなかったことにしようとする。
『きららっ★』では進行・解説役を降り、マリーランドの学校の生徒の一人として登場している。本編中では長い間不登校していた模様である。背中のトゲはダイヤよりも硬くまた鋭い為、学校では自分のせいで周りが大怪我をしないようにマイメロ達との直接的な接触や交流は避けていたが、彼の悩みを知ったフラットくん達と改めて友情を分かち合った。
クマくん
声 - 中村恵子
マリーランドのマイメロの友達。力持ちで食いしん坊だが、気弱で女の子っぽい。語尾に「〜くま」をつける。クロミの料理のまずさで泣き出す。マイメロたちと同じ傘を持っている。マイペースで、フットサルの試合中に空腹でバナナを食べてしまうが、地面に放置した皮でクロミのシュートを阻止し、一応お助けキャラの役割は果たした。配慮に欠けた発言や行動が目立つ。
リスくん
声 - 山田茉莉
マリーランドのマイメロの友達。大人気ない駆の独楽回しに負けて泣かされる。マイメロたちと同じ傘を持っている。『くるくるシャッフル』第47話で初召喚されるが、現れてすぐバクに倒されほとんど活躍できないまま退場した。『きららっ★』では影の薄さをネタにされることが多い。後に、ある事が気になると夜も眠れなくなったり、口笛を吹くのが上手かったり、キャンプの作法に手慣れていたりと器用な一面を見せている。
ライオン先輩
声 - 岩崎征実
マイメロやクロミ達がマリーランドの学校に通っていたときの先輩。二人にとって憧れ（初恋）の人。クロミに自首させる目的で人間界に来る。二人を呼び出すため事前に「人間界を案内してほしい」というメールを携帯電話へ送り（二人はデートと思っていた）、タンポポ型の気球に乗って来た。泳ぐことができる。
シマウマ先生
声 - 下崎紘史
マイメロの通うマリーランドの学校の先生。何事にも「白黒」をはっきりさせるように生徒を養成するのがモットーである。はっきりしない者には後ろ蹴りの制裁を加える。『すっきり♪』までは回想シーンのみの登場で、マリーランドが主な舞台となった『きららっ★』で正式登場した。

### お助けカード登録者他
マイメロは、マリーランドの人とはお友達らしい。
ヤギの漫画家
声 - かねこはりい
サングラスをかけた漫画家。マリーランドでは漫画の神様と呼ばれ、リアルな劇画を描く。35歳でお嫁さん募集中。
カキくん
声 - 知桐京子
マイメロに召喚され、頭で相手を打ち飛ばす「オイスターアタック」で悪夢騒動を解決した。お助けカードの絵柄は「テーブルの上にのっているカキくんの横にレモンと箸が置かれている」。
再び召喚されたときは、悪夢魔法で変身した石垣先生に頭を握られ、「カキの海ミルク」を額から噴出させている。
もともとはクロミノートNo.977の内容であるが、後にくるくるシャッフルのお助けキャラとして活躍。
マリーランドの海岸沿いで小さな白い家のシーフードレストランを営む。レストランでは、一緒に「栄螺くん」も調理を手伝う。カキくんの料理は栄養豊富、クマくんも絶賛する。琴たちがマリーランドに来たときは、自ら海で獲ってきたカキを調理し、“夢の味”がするという絶品の七色のソース「虹色ソース」をかけた“かきフライ”を作った。
『すっきり♪』第46話では闇鍋の具材として類似したキャラが登場し、『きららっ★』の第二期エンディングには登場している。
ブタの大工さん
親方の声 - 永野広一
大臣から頼まれ弟子達とお城の修繕の最中に、大臣の代わりに召喚された。悪夢魔法で暴走する星賀の周りを、レンガで高い塀を築き封じ込めたが、クロミが召喚したクロミーズ5に壊され、魔法合戦に敗れた。
アリくん
声 - 菊池こころ
召喚されるが、帆立に踏み潰され、マイメロの「おねがい」により復活するも、悪夢魔法の影響で照明が破壊されたことに怯え、逃走する。
フンコロガシくん
声 - 不明
召喚され、タコ焼き男（声：下崎紘史）の打ち出すタコ焼きを、忍法「タコ焼き返し」で打ち返し、悪夢魔法を解いた。口癖は「ふんふん」。
メヒョウ
声 - 大谷美貴
ピンク色の豹のお姉さん。白色フレームの眼鏡をかけ、爪は赤色。マリーランドで人気No1の女子アナウンサー。クロミーズ5失踪のニュース伝えている。黒いレオタード姿で召喚され、豹の脚力で戸橋を抜き去り、妨害する巨大バクアリジゴクを爪で引っ掻き倒し、戸橋の1位ゴールを阻止した。「きららっ★」ではリズムくんの通う幼稚園の先生として登場。
オオカミくん
声 - 山口祥行
髪形はリーゼント。片手に櫛を持ち、オレンジ色のチョッキを着ている。陽気な性格。昔、マイメロが「黒い森」に住んでいたおじいちゃんとおばあちゃんへタルトを届けに行く途中に出会っている。マイメロに対し「黒い森の一人歩きは危険」と優しく注意する。森のおばあちゃん達の家でタルトを美味しく食べた後、マイメロが漬物石にちょうどいいと思っていた石を、マイメロの代わりに拾い上げ持ち帰る。しかし、その場にいたマイメロ、おばあちゃんを含め誰一人、それがダークパワーの精を封印している石とは知らなかった。なおオオカミくんのキャラクターそのものは過去の「赤ずきんちゃん」シリーズのマイメロディグッズに存在はするが、本作のデザインは過去のグッズのキャラデザインではなくアニメオリジナルである。

## レディース「クロミーズ5」
黒猫のニャンミ
声 - 小林晃子→まちゃまちゃ（きららっ★）
サブリーダー。左耳にリングを付け、サングラスをかける。誕生日は2月22日、好きな色は黒と紫、好物はたいやき、算数が得意。母親がマイメロのママと友達で、おねしょがなかなか直らなかったことを知られていた。
サブリーダーとしてクロミがいない間も、チームをまとめていた。人間界から帰省したクロミに昔のような威勢がない態度に対し「少し甘くなった」とはっぱをかけた。また、お城にのり込む際には、状況から冷静な進言をする。『すっきり♪』では単独で人間界に来ている。
小説『はいすく〜る』では初恋の相手であったジャガー先輩が実は十二股かけていたことで降られ傷心状態だった際、偶然マイメロママとルミちゃんの会話を聞きクロミとバクの協力の下、禁断のアイテム「ドクロボウ」を盗み出す。その後、クロミ達と共に人間界に避難していたが人間界でたびたびドクロボウを使い悪さを行う。しかし、その結果ダークパワーに侵されていき最後の矢で自らを刺したことで、かつてクロミがダーちゃんに取り込まれた時のような怪物じみた姿へと変貌する。
最終的にマイメロたちの活躍で元に戻った後、反省室行きを命じられるが情状酌量の余地があったため期間は1週間のみとなった（その代わりとして今回の事件の間接的原因である十二股かけていたジャガー先輩が1ヶ月の反省室送りにされている）。
黒犬のワンミ
声 - 菊池こころ
左目に黒色の眼帯をつける。誕生日は11月1日、好きな色は黒と茶色、好物は焼肉、捜し物を見つけるのが得意。昔、コンミとマイメロの家の塀に落書きをし、マイメロのママがワンミたちに消させるためにそのままの状態。
黒狐のコンミ
声 - 吉田麻子
サングラスをかける。誕生日は8月1日、好きな色は黒と白、好物はおいなりさん、掃除が得意。
黒鼠のチュウミ
声 - 山田茉莉
「チューミ」という表記もある。サングラスをかける。誕生日は11月18日、好きな色は黒とグレー、好物はチーズ、逃げ足が速い。昔、マイメロのママから皆で食べるよう貰ったケーキを独り占めした。性格は寂しがり屋で泣き虫、怖がりで食い意地を張っていた。

## マイメロディの家族
マイメロディママ
声 - 中川里江
ピンクの洋服に水色のスカートにエプロンを着け、水色の頭巾をかぶる。王妃と仲が良い。
性格は極端にクール。恋愛論や身近な男性の評価などを語る際、マイメロには分からない、辛辣かつ現実味のあるコメントをする。彼女の一言はマイメロでさえも凍りつく事がある。
『くるくるシャッフル!』では“お助けキャラ”としても活躍。召喚時には、得意の毒舌じみた一言で敵味方のハートを突き刺すが、ドM相手だと攻撃が効かず、逆に喜ばれるという弱点もある。それでも弱点がある点を除けば、お助けキャラの実力は、ウサミミ仮面と並び、ほぼ最強の分類に属する。
昔は若者のアイドルで数多くのファンがいたが、“働く男の姿”に好意を持ち、「パパの作る野菜が好きだ」と畑へ通いつめていた。最終的に、ファン達の目の前でパパにハンカチを手渡し、求愛した。
結婚後は、マイメロに語った「パパは野菜を育て、ママはパパを育てている」という言葉に象徴される独自の夫婦関係哲学に基づき、パパを甘やかさず突き放さず絶妙にコントロールしている。
マリーランドのアイドルと言う地位を誰かに取られる事を危惧しており、マイメロにも自分と同じようになって欲しいと願う。
2006年9月にサンリオのマイメロディのサイトがリニューアルされた際、紹介文にそれまであった「優しい」という表記がカットされ、「手芸やお菓子作りが大好き」と改められた。
マイメロディパパ
声 - 置鮎龍太郎
やさしくて力持ち。家族想いで自称「平和主義」。鼻の下に髭を生やし、黄色の服にオーバーオールのジーンズを着て、麦藁帽子をかぶる。歌の父・雅彦とはお互いの苦労を慰めあう仲。
農業を営む傍ら、野菜の研究を行う。『おねがいマイメロディ』では「採れたてのトマトをマイメロにも食べさせたい」という想いから、家族全員で人間界を訪れた。
家庭の実権はママとおばあちゃんに握られているが、妙な所で頑固さを見せ、あるときサラダにマヨネーズがかかって無いことに憤慨し、思わず夢野家に家出したこともある。この際はママの巧みな誘導戦術によりことなきを得る。また、ママの意見に対抗することもあるようで、マイメロが回想する場面では、恋愛についてママの「先手必勝」という意見に対し、「将を討つには先ず馬を射よ」（杜甫の前出塞詩）という言葉で反論している。
『くるくるシャッフル!』では一応お助けキャラとして召喚されてはいるが、メロディ・マークを他人に渡し、活躍していない。
お酒に非常に弱く、匂いだけでも酔ってしまう。雅彦やバク父らとの宴会では、酔って普段は言えない不満を漏らした。
若い頃は野菜作りが嫌でビジュアル系バンドを結成したことがあり、マイメロママに振り向いてもらおうとしたがマイメロママの一言でバンドを辞めて復帰し、その後マイメロママと結ばれ婿養子になったようである。
マイメロディの祖母
声 - 杉山佳寿子
母方の祖母。のんきな性格で、とっても物知り。ママと似ているが顔にシワがあり（祖父も同様）、メガネをかけ明るい緑色のワンピースを着て、薄緑の頭巾をかぶる。
基本的には優しい。人間界に遊びに来たときに歌の父・雅彦へコーヒーを差し入れしたりする気配りも見せる。このとき、仕事に集中している雅彦の邪魔にならないように、部屋のドア前にコーヒーのトレイを置き、喜ぶ姿を期待しつつ隠れて覗いていたが、雅彦はトレイに躓き、つま先を火傷してしまう。その姿を見たおばあちゃんは「仕方ない。忘れましょ」と言い、そそくさと退散した。
マイメロが赤ずきんの話をバクに教える際に、以前「黒い森」に住んだ時期があったことが判明したが、マイメロが自分で作ったタルトを届けに来たとき、道の途中にある石が漬物石に適しているとマイメロに教えられ、それを拾い持ち帰っているが、実はダークパワーの精を封印する石とは知らなかった。そのため、拾い上げた直後にダークパワーの精が飛び去ってしまい、気にはなったが何か分からず、「忘れましょ」と無かったことのようにしている。
ダークパワーの精との最終決戦時に、マイメロの特訓を手伝うが、孫が苦労する姿を見るたびに甘やかすため、王妃たちに怒られた。『くるくるシャッフル!』でも一度お助けキャラとして召喚されたが、目立った活躍はしていない。
マイメロディの祖父
声 - 西村知道
母方の祖父。鼻下に雲形の白髭をたくわえ、メガネをかけ茶色のチョッキとズボンを着て緑色の帽子をかぶる。
冒険家で「ロマンに立ち向かうこと」がモットー。マリーランドではカニと戦えば右に出るものはいない。パパの一言を聞き家族で人間界に行く提案をした。リズムくんを連れて街を見物したが、知ったかぶりで間違ったことを教え、ミコたん・マコりん夫婦のことをマリーランドにはいないタイプの動物と説明し二人でしっかり観察した。
また冒険家らしく、マリーランドのこともよく知っている。人間の悪い夢で出来た「黒い森」の危険性や行き方をマイメロたちに教えているが、その理由は以前冒険のために、黒い森にわざわざ家を建て住んでいたと、マイメロが赤ずきんの話をバクに教える際に判明した。
自分の孫であるマイメロやリズムくんを可愛がり、マイメロがピンチのときにはどんな敵にも関係なく戦い、リズムくんを冒険に誘ったりもする。幼い頃のマイメロたちの面倒を見ていたようで、ご近所づきあいかクロミの面倒も見ておむつも取り替えたこともある。
リズムくん
声 - 本城雄太郎
マイメロの弟。耳にピンク色の部分が残る少年で、青色のチョッキを着る。弟想いのマイメロが人間界へ行き長らく離れて暮らしているが、姉弟関係は良好。マイメロのことを「メロディお姉ちゃん」と呼んでいる。ブーメランが得意で遠くの小さな的にも命中できる。必殺技は「必殺ひざかっくん」（全身をきりもみ回転し相手の膝へ突っ込む）。マイメロに似て空気が読めない。
人間界に来たとき、おじいちゃんと街の見物で見つけたゲームセンターのUFOキャッチャーをとても気に入り、家族を誘いみんなで機械の中に入り込み、自分たち自身を景品にして度胸試しをした。このとき、景品のUFOを勝手に持ち出し、ママにバレて叱られそうになるが巧みに話をそらし、将来大物になる予感を示した。
マイメロパパの好きなことが野菜に纏わる事ばかりだと知ったときは失望して家を飛び出したが、マイメロパパがビジュアル系だった過去を聞いて見直した。

## クロミの家族
クロミママ
声 - 瀬尾智美
頭巾の左耳にオレンジ色のドクロマークが付いている。クロミからは「お袋」と呼ばれる。クロミのことを心配している。パパやママの頭巾のドクロマークは、クロミの頭巾同様、感情とシンクロしている。
自称、「マリーランド一の片付け上手」。
クロミがお城の反省室に入れられたとき、毎日お城に行き面会や差し入れを求めたが、「反省にならない」という理由で断られた。
クリスマスに、手紙で面会できなかった経緯や、マリーランドからパパと一緒にクロミが人間界で元気に暮らしてほしいと願っていることを伝え、手編みのマフラーを贈った。また、サンタに召喚された際は、クロミ化した一群とその行動に激怒した商店主たちからクロミをかばった。
クロミパパ
声 - 永野広一
頭巾の真ん中に緑色のドクロマークを付いている。クロミが人間界に行ってしまってからは元気をなくし、大好きなお酒や煙草を止めている。妻と共にクロミのことを心配しているが、消息を絶ったニャンミたちを探しに帰郷したクロミに対して「育て方を間違えた」と言って突き放してしまった。
しかしそれでもクロミに対する愛情は変わらず、ダーちゃん（ダークパワーの精）に支配されたクロミを助けようと必死に土下座をしたり、クロミがダーちゃん諸とも自分を攻撃するよう恵一に懇願し、犠牲になろうとした際には大粒の涙を流していた。

## バクの家族
家族総勢16人と大家族。姿形はそっくりでバクは、弟たちの名前を言い間違えることが多く、クロミからも「紛らわしい一家」と言われた。かなり貧しく、弟たちは当初「肉」や「うなぎ」等の存在を知らなかった。
家が倒壊したときには、人間界にいるバクを頼り、柊恵一に一家を居候させてほしいと頼むが断られ、夢野家に居候する。その後、黒音符集めに支障が出た柊の「新しい家を買った」という言葉に騙され柊邸に戻るが、庭に置かれた小屋に入れられた。マリーランド復活後には、家も元通りになった。
バク父の村には男性しかいなかったため、他の村から結婚相手を探し、その中からバク母を選び、バク父の村で結婚した。結婚当日まで会ったことはなかったが、バク母の姿に一目惚れした。
バク父
声 - 川本成（あさりど）
大家族の大黒柱で「とうちゃん」と呼ばれる。江戸っ子のような口調で喋る。職業は植木屋。
メロディ・マークを張られたときは、鉢巻をリボン代わりにしたバク父忍法「わたしを甲子園に連れて行って」と息子たちを利用した分身術を併用し、「フィニッシュの舞」で悪夢魔法をしようして変身した雅彦を元に戻した。
ウサミミ仮面とともにお助けキャラとして登場するがべろべろに酔っ払っており役に立たなかった。
性格はバクと似ていると、バク母が評す。酒豪であり、ゴルフも好きで、面食いな王様と気が合う。気が強い女性が好み。下らないダジャレを好み、バクの儀式で柊の夢の中に入ったときには、それが原因で夢の中で幼い姿の柊恵一を怒らせ、世界を滅ぼしかけた。
バク母
声 - 岩崎征実
「かあちゃん」と呼ばれる。語尾は「〜だっぺ」。赤ん坊バクの子守りをしている。ダークパワーの影響で木が枯れ、仕事をせず飲んだくれのバク父を家の壁ごとぶっ飛ばし、飛んでいった先の木をへし折るほどの怪力の持ち主。昔、人間界に留学したことがあり、そのとき人間界でお世話になった人の名前は「イチロウ」で一緒に写真を撮っている。
お助けキャラで召喚されたときには、マイメロのケーキ作りを協力しつつ、お袋の味が恋しかろうと、バク家の夕飯をバクに食べさせた。
バクの弟たち
声 - 前田登 （はりけ〜んず）
語尾は「〜だっぺ」。13人兄弟。声は全員バク（一郎）とほぼ同じ。『おねがいマイメロディ』第30話のバクの回想では弟たちは11人だったが、第36話に一家で登場したときは12人、第48話ではバコが産まれた時には13人いた。夢野家に居候したときは、大きい弟たちは兄の新聞配達の手伝いをして、兄弟の仲の良さを見ることができる。
キャラクターソングシングル『美・最終楽章/夢喰らい』にて、それぞれ名前があることが判明。バク次郎、バク七郎、バク八郎、バク九郎と呼ばれている。また、バク十郎の誕生日は2月27日生まれ。
バコ
声 - 沢城みゆき
『おねがいマイメロディ』第48話で生まれる。14人目の子供にして初の女の子であったため、バク父から可愛がられている。マリーランドに流星（ダークパワーの精）が落下した翌日から急成長し始めたため、バク父の考えで人間界へ留学し、潤の許可を得て柊家でバクと共に居候。人間界の学校のクラスでも「癒しキャラ」として人気者になった。自分の意思で飛び、計算を解き、喋り始めた。誰が黒音符を出すかを匂いで判るため、クロミに可愛がられる。この急成長の理由は、ダークパワーの精が憑依したため。その後、様子を見に来たバク母の前で、ダーちゃんに操られ反抗的な言葉を喋ったため、バク母は再教育が必要と判断。ダークパワーの精が体から追い出された後、バク母とマリーランドに帰った。
バク十一郎
声 - 沢城みゆき（きららっ★）→前田登（きららっ★第51話以降及び現在）
バク兄弟の男児の中では下から三番目の弟。語尾は「〜だっぺ」。まだ幼く素直で、ソララによくなついている。『きららっ★』でのみ他の弟と差別化されている。初登場した時はまだ末っ子であったが、『きららっ★』第30話までには下の弟としてバク十二郎とバク十三郎が産まれている。マリーランドにおける人気はマイメロとほぼ互角。
『きららっ★』第51話終盤、アボガド大臣によるマリーランドの危機の際、風邪気味のところ無理を推して彼を改心させようと「おねがい」をするがその直後、声変わりによって兄達と同じ声になり、アボガド大臣の心を動かす事ができなかった。
作中では彼とクロミーズ5が星のかけらを取った場合はクロミとバクの関係者であるためクロミチームのカウントとなる。

## 神
高御茄子神（たかみなすびのかみ）
声 - 岩崎征実
「茄子の守護者」と言う、茄子の神様。仙人のような姿をしている。周りを12個の小さなナスが回っており、自分の意思で動くことができる。周りのナスは捕縛にも使われる。他にも配下の小ナスが大量に存在する。人間界とマリーランドを自由に行き来できる。
バクがクロミや世界を守りたい一心で力を授けてほしいと願うと、バクの前に降臨した。バクの心意気に感心し、バクに「茄子パワー」を授けた。
マリーランドでは、バク父の村の祠に住んでいる。「ナスビの神様」と呼ばれ、祠の前で「お願いがあるぞ、なすび」と祈ると現れる。バクが自分に「バクの刑」が掛けられていると勘違いし、その刑を解く方法を神様に伺ったときには、ナスビの森のお寺のお経で解くことができると教えたが、「ハグの刑」を解く方法だった。またこのとき、雰囲気が大切だと、ナスビの森に向かうバク一行を、西遊記に登場する人物に変身させた。
人間界では、夢ヶ丘1丁目から5丁目までを司る、“地域密着型”の神様。街にある神社の拝殿の奥（裏側）に、茄子の形をした石の祠がある。人々の悩み相談を宣伝するチラシを配っており、茄子を供えた人々の悩みを聞きすぎて疲れていた。そこに来たマイメロやクロミが、神様の代わりをするという言葉を聞いて、神の力で「なす天使・なす悪魔」に変身させた。二人に留守番を頼み、疲れをとりに温泉へ行ったが、マイメロに召喚された。襲い掛かってきた人魂を「なすすべなすー」と払いのけ、化け物に変身した上野あかねの悪夢魔法を解いた。なお、お供え物の茄子は、夢野家の夕食に並んでいる。
クロミたちに負け犬ビームの本来の使い道を教えた。人々の悩みを地道に聞た夢ヶ丘1丁目から5丁目までを司る神になれたと、エレファント55世に語っており、彼も民のことを思うようになればいつか王様として復帰できるだろうと助言している。
ニンジン神が1丁目から5丁目までのシマを頂くと宣言し、当初は穏便に対応しようとしたが配下の小ナスが大量にぬか漬けにされたのを目の当たりにし、ナスとニンジンによる抗争が始まる。その影響でエンドウ豆に黒音符が取り付き凶暴化しニンジンとナスに襲い掛かった。ウサミミ仮面により全員踏み潰され、ニンジンとナスの抗争は幕を閉じた。なお高御茄子神のその後の生死は不明。その跡には穴だらけのニンジンとナスが転がっており、夢野家の夕食になった。
『きららっ★』では実体がなくほとんどのマリーランド住人には姿が見えない。姿が見えるバク十一郎からは当初は幽霊と思われていた。最初はペンギン村にいたのだがあまりに願いが叶わないことから追放されており、マリーランド中を彷徨い続けていた。配下の小ナスたちも愛想をつかして半分以上も減っている。バク十一郎に出会い、バク父の実家の祠を新居にするが、星のかけらの影響により実体化し、ナスビをお供えした住人の願いを次々に叶えている。マイメロたちが星のかけらを取ろうとしたため暴走するが、バク十一郎に諭されて目が覚め自分の力で願いが叶えられる神様になるよう修行をすると誓い、バク十一郎に別れを告げた。星のかけらがなくなった際、再び実体を失ったためマイメロたちは幻覚と思い込み誰も覚えていない。
34話に再び登場し人間界への修行を終えマリーランドへ戻ってきたところ、リスくんが苛立って投げた石が当り実体を得る。前回の出来事が幻覚と言う扱いであった為、姿を見たマイメロ達には初対面な扱いだった。きららやマリーランド住人の願い事を叶えようとするが、どれも反対に叶えてしまった。その後、叶えた願い事が逆になり実体を失ったリスくんが放り投げた石に当り再び実体を失い、願い事の影響も戻った。そして再び人間界で修行し直す為、人知れず去っていった。なおこの出来事は夢として扱われた。彼が人間界でしてきた修行は噴水で滝に打たれ、夢を失った人間の願い事を反対に夢のある方の願い事として叶えるというものだった。
ニンジン神
声 - 木内秀信
高御茄子神と相対する「人参の守護者」とも言うべき存在。夢ヶ丘6丁目のみを司る。高御茄子神同様、周りを12個の小さな目つきの悪いニンジンが回っており、自分の意思で動くことができる。こちらも大量に存在する。おみくじで大吉があたったのを口実に夢ヶ丘1丁目から5丁目までのシマを頂こうと現れた。これによりニンジンとナスの抗争が勃発した。その際クロミを味方に引き入れている。その後の生死は不明。

## お城の人々
王様（エレファント55世）
声 - 木内秀信
ゾウでマリーランドの王様。マイメロたちより少し背が高い。近衛兵が担ぐ御輿で移動し、王冠型の気球に乗り人間界に来る。『すっきり♪』第1話で本名がエレファント55世であることが明らかになった。『きららっ★』では星月きららが初めて目撃したマリーランド住人で自己紹介の際に本名を名乗っている。
常に敬語を使わない者を相手にしないが、奏らとの馴れ合いの仲ではそうでない。また、かなりいい加減でダーちゃんに利用され、たこ焼き以外は今日1日だけ食べてはいけないという法律を定めてしまう。後に「馬鹿げた法律」と怒ってお城に来た琴や王妃様により、廃止された。ドリアン大臣からそのことを指摘され王をクビにされてしまった。
王妃によって修行のために人間界へ追放され、アルバイトをしながら負け犬荘に滞在し服装がアロハシャツに変わり劇中での名称も「ぞうさん」、または「元・王様」と呼ばれる。目上視点をとることが多くこれが原因でバイトの面接を失敗したりしている。
現在の待遇を嫌がっている節もあり度々プンプンに取り付かれてしまうことも。キラキラ玉を出したが、ウサミミ仮面に敗れた悔しさからすっきりできず、ムカムカ玉を出した。このことからストレスのたまりやすい性格になってきている。
音符に取り付かれると人や生物を操る力を得ており、釣ってきた魚介類から怪物を作り出している。王様に復帰することを夢見ており、マイメロへの王位継承には否定的な立場をとるが、初めて召喚された際には自身の悪事をもみ消すため仕方なく協力していた。今度は王様の姿で召喚される（マイメロに「えらいひと」と呼ばれる）。しかし、すぐに倒されたもののキラキラ玉を出してしまった。
『すっきり♪』最終話の後日談にてマイメロがプリンセスの資格を失ったため国民の反対を押し切り事実上復帰するも、人間界での負け犬生活が気に入ってしまい、すぐ引退しどこかへ行ってしまった。その後は妻が王位を継いでいる。
『きららっ★』では、話の時間軸が前三作より過去と言う設定であるため王位は復活している。
テレビを毎日見ていて、王様のテレビ好きは、国民の噂の種でもあり、マイメロからも「テレビに毒されている」と言われている。特に、お天気お姉さんの雨宮晴香に夢中で、大臣にも同様のビデオテープを頼む。密かに集めたビデオテープを王妃様に発見され、王妃様が城を出たこともある。また、ブロマイドに髭の落書きがされていたため激怒し、犯人は大臣だと決めつけ、解雇宣言をしてしまう。この事件は後に真犯人が王妃と分かり、大臣に謝る。また、負け犬荘の部屋にもポスターが貼られている。
天気予報以外にも『ガッツマン』なども知る。ゴルフ好きであり、「ミ・ソ・ラー・メン」の掛け声でショットしナイスオンさせた。また、柿崎のリターンマッチではSFチャンバラという勝負を行わせた。
オタクな面もあるらしくきららとの出会いもグッズ（上記の雨宮晴香関連のグッズ）を買うために宇都宮への道を聞くためだった。このときの格好はTシャツにズボン、バンダナ姿で背中にポスターの入ったリュックを背負っていた。ききららの邪魔をしてしまったお詫びとして彼女に自分の傘を貸し与えた。コスプレにも興味があり、マリーランド住人のコスプレも喜ぶ。
王妃様にぞっこんだが、面食いで浮気性なため、「ハルカちゃんや奏ちゃんとも結婚してみたい！」と堂々と放蕩な発言もあり、恋愛に関してはかなりの自由人。そのため、王妃様には度々叱られ、全く頭が上がらない。
お城が太田に変身した大蛸に攻撃された際に、お助けキャラとして共に召喚された王妃様と両手を繋ぎ「なんたらかんたら、ほんだらまんだら。あーそれうそーれ。よーいとな」とシンクロした後、「ラブラブビーム」を撃ちだし大蛸を撃退。太田の悪夢魔法を解いた。
公式な場では王として振舞っているが、商店街の福引で当てた熱海の温泉旅行へ行く庶民的なところがある。また、性格が似ているバク父とは気が合い、無礼講で酒を飲み気さくに語らう姿を見せる。
ハーレーダビッドソン型のバイクを所有し、ウィリー走行を行うなど、風貌から昔はライダーであったと思わせる。
能力は指を鳴らし人間にも音符を見せ、人間がかぶったマイメロの頭巾を体に一体化させてダークパワーを遮断し、王として他にも秘めた力を持つ可能性を感じさせていた。そして、通常より強い「レベル3の魔法」を使うという特別な能力を見せた。
魔法は王冠と王位がないと使えないことが明らかになった。
初代王様
声 - 木内秀信
古代のマリーランドでの王様は、今の王様のように象ではなく、マンモスだった。語尾は「まんもす」。黒い森の創り主。
そこから誕生した悪しきダークパワーの精が、森から外に出ることを防ぐために、近衛兵のご先祖たちを率い、森でダーちゃんを捕らえた。それでも言うことを聞かないため、「なんちゃらまんもすー、かんちゃらまんもすー、とってもまんもす、それっ」と呪文を唱え、地面から噴出させた土でダークパワーの精を埋め封印した。
王妃様（現：マリーランド女王）
声 - 杉本ゆう
王様の妻、名前は「ルミちゃん」。身長は王様と同じぐらい。象であるが手は器用でキーボードの演奏もできる。ペンは右利き。
王様の統治を大臣と共に支え、ダークパワーにより世界が滅亡することを防ぐため、大臣と相談し、ついに大奥義秘伝書を使うことを決断した。だが、ついにダークパワーの曲が完成し演奏されてしまったため、人間の夢が枯れてマリーランドが砂となり消えてゆく前に、住人全員を人間界へ避難させることを決める。
また「たこ焼き以外は今日1日だけ食べてはいけない」という法律を王様が定めたことを聞いたときには王様を叱っている。コーちゃんが「ダーちゃん様」といった言葉を聞き逃さず、ダーちゃんが宇宙から戻ってきていることに気付き、前回の恵一のようにメロディ・キーの充填者が乗っ取られることを防ぐため、人間界のマイメロに対し、クロミを監視し充填者を探す指令を出した。
クロミがダークプリンセスになることを危惧しているが、クロミが暴走したニャンミをなだめて仲間を大切にしている所を認め、二頭身となった恵一と結婚しようとした際に祝福するなど他人の幸せを応援するあたりクロミに対しては別に敵対している訳ではない。
『すっきり♪』第1話で夫が国王を罷免された際に行われた新国王選挙で1位となったが、自身は困惑し、マイメロにプリンセスになることを提案した。しかし、最終的にマイメロやクロミがプリンセスの資格を剥奪され、その後復帰した夫もすぐ引退したため、結局国王になる羽目となった。
夫にぞっこんで普段は王様とゴルフを嗜むが、人間界での王様の浮気現場を目撃して以来、ことあるごとに「離婚」という言葉を突きつけ、どこからでも王様を監視している。怒ると王様に落雷させた。
王様の密かに集めたハルカちゃんのビデオテープを発見して、「里に帰らせてもらいます」と激怒し、お城を出て行ってしまった。すぐ後にお助けキャラとして召喚された際、王様と協力して悪夢魔法を打ち破ったときに、王様が謝っている。ハルカちゃんの写真を発見し、落書きをしている。
『すっきり♪』では心を鬼にして王様を追放したが別れの際に涙を流している。
マリーランドレディースの伝説の初代リーダー「黒グラサンのルミ」だった。必殺「ガン飛ばし」が使える。また、マイメロママとはかなり親しい。ルンルン乙女連合の総長『白百合のタマ』というライバルがいた。特攻服の中に大量の武器を隠し持っており、タマを一時的に驚愕させた。
名家の生まれであるが、顔も知らない相手との結婚が嫌で自由を掴む意味でレディースとなった際、偶然不良に絡まれている当時は王子であった王様と出会い彼を助けたことがきっかけで素性を知らぬまま付き合うようになる。再会した時には彼もまた同じ理由で家を飛び出したと語っていた。撃した白百合のタマとその仲間によって彼は拉致され、日ごろの恨みをはらそうと彼女から攻撃を受けるが、覚醒した王様によって繰り出したラブラブビームによって撃退された。この一軒により彼が王族であり結婚が魔法習得の為だった事を知り、彼が本当に愛していたと告げても何も言わずに去っていき元の生活に戻った。そこで今度こそ顔の知らない許婚と結婚することになるがなんとその相手こそが王様だったと語っている。
「真実の鏡」
声 - 石橋美佳
名古屋弁で喋る魔法の鏡。王妃に都合のいい真実を喋る様で、「おばはん」と言われて落ち込んだ王妃を慰めた。イケメン化した男性達や真菜を元に戻した。実際に真実を語るかは不明。
ドリアン大臣
声 - 平野貴裕
サングラスをかけたモグラ。マリーランドの大臣。王様の影響でハルカちゃんに癒されるようになる。マリーランドでの移動ではキックボードを使うようで、逃亡したクロミらをそれで追いかけた。
真面目で使命感と責任感が強いが、いい加減な王様に苦労している。重くなったメロディ・タクトを振れないマイメロを見て、王様に人選を誤った責任を転嫁されたため、ついに王様と喧嘩になり、常日頃の不満を爆発させた。
また、王妃が王様を監視しているのを知っているので、王様が不用意な行動や発言をすると、以前一度落雷の巻き添え経験もあり、すぐに王様から離れるようにしている。
お助けキャラとして唯一、召喚され損ねている。一度召喚されそうになったがマイメロがテストとして試みたときだった。そのことに不満と焦りを覚え、2度呼ばれた王様に嫉妬の感情すら芽生えている。今までのストレスやお助けキャラとして召喚されないことの不満で黒いオーラとして立ち昇っていたためダーちゃんに支配された（ダーちゃん曰くいままで見たことがない）。
ダーちゃんが体から抜けたことで念願のお助けキャラとして登場し風邪の状態ながらマイメロをサポートするもキャンディを食べた直後再びダーちゃんに取り付かれる。
初めて出動できたと思ったが、ハイパー・メロディ・タクトの練習だったので活躍出来ず、楽しみにしていたキャンディも貰えない。
その後、ようやくダーちゃんから解放される。
今まで補佐してきた王様をクビにするが、国民投票の結果、自分の入れた票しか入っておらず結果的に報われない落ち込み気味のとき黒音符に憑依され巨大化し一人クーデターを起こす。その後、マイメロの活躍によって音符は浄化され、大臣としての任務をまっとうすることを誓った。しかし、王様になることをあきらめたわけではない。そのためかなり野心の強い性格になった。
王様との仲は劣悪で反旗を翻すことも多く、そのわがままさゆえにレース大会でペアである自分を足蹴にした王様に罰を与えるために優勝商品の願い星で自分達の優勝を取り消したと言うこともある。
その一方で王妃には忠誠を尽くしているらしく王様とは正反対の態度をとるが、裏では野心の強い性格となったため、マイメロがプリンセスになることもエレファント55世が王様（王族）への復帰を快く思っていない。
クロミがダークプリンセスになった際にはクロミに寝返ったが、ダークプリンセスの大臣となったバクには「毎度コロコロ寝返って、卑怯ゾナ！」と卑怯者の烙印を押され、大臣の座を争っていた。
『きららっ★』では自分が王様になるために王様らに疎まれているソララ王子に味方する。また、星のかけらの影響で王様と入れ替わった際には、国名を「ドリーランド」に改名し表向きはまともな政治を行おうとしているが、裏では自分の意にそぐわないと判断したマイメロ、クロミ、大臣と入れ替わった王様らを投獄した。しかし、結局は元に戻ってしまい反逆罪として王様から解雇されそうになるも、王妃の情けで大臣見習いへの降格に留まった。
近衛兵
声 - 堀田勝
ねずみの兵士。語尾は「〜だべ」と訛りがある。王様に忠実な兵士であり、王様の人間界への護送（王様を小包に偽装し、「宅配くん」（声：知桐京子）が運ぶことも）やお城の守備が主な任務になっている。
クロミーズ5もメロディ・ヴァイオリン奪取の際に、自分たちの国の「ヌルさ」に呆然とさせられた。
ただし、大臣直卒と目される部隊は、制服は他の兵士と同じだが、標準語を喋り任務を忘れず遂行、直接的行動に及びかなり強引であるが有能。捕獲対象の白山を投網で捕らえて連行しようとし、屋上に逃げた際は各自が傘による個別強襲を行った。
エレファント55世が王様を退位させられると緊急事態であるにもかかわらず働こうとしない上、クロミのダークプリンセス疑似体験のときにルミちゃんが女王の座を剥奪されるや否やすぐにクロミに寝返った（ダークプリンセスになった時も同様）。
『すっきり♪』最終話にて戦意喪失したダー子を反省室に連れて行こうとするもプリンセスになったマイメロによって全裸で腑抜けた状態にされた。

## ダークパワーの精と子分
ダークパワーの精（ダーちゃん）
声 - 木内秀信
人間の負の夢や感情が集まって生まれたエネルギー“ダークパワー”の中核。闇の中で強く輝き、姿形はない。その正体は「夢魔」。
憑依されたマリーランドの住民も体に艶が出る。しかし、クロミの場合は潤から解放された後の状態で憑依したため体内に取り込まれる形となった。その後人間よりも少し大きいサイズに巨大化した。クロミがダークパワーの精に憑依されているときの頭巾のドクロマークはシンクロせず眠ったままである。
昔は「黒い森」に住んでいたが、ダークパワーを封じるため、初代の王様が「黒い森」を創り出し、やがてその森に蓄積されたダークパワーから生まれたが、外に遊びに行こうとしたところ初代王様に阻まれ、森の下に封印された。
あるとき、封印の石とは知らず、漬物石に丁度いいと思ったマイメロ達によって石が取り除かれ、その瞬間に逃げ出した。その後、恵一がメロディ・ボゥで曲を弾けることに気づき、人間界へ現れた。
ダークパワーの曲が完成し、「メロディー・ヴァイオリン」と「メロディ・ボゥ」により曲が弾かれるとき、強大な力は開放されるが、適合者を待ち続けたが恵一にしか曲を弾けない弱みを握られ、クロミにも見下され「ダーちゃん」と命名された（恵一は「ダー」と呼ぶ）。本来の目的のためあえて恵一に服従し、城にある「メロディ・ヴァイオリン」であれば曲が弾けることを教え、バクの体から抜け出す。恵一がヴァイオリンを自分の物にした後は「メロディ・ボゥ」に宿り、会話を行うときは再びバクに憑依する。
黒音符が100個集まりダークパワーの曲が完成し、恵一が弾き始めるが、クロミの魔法で一度閉じた温かな夢を開かれ、恵一は正気を取り戻すも歌を助けるために心が動き魔法に対する抵抗力が弱まった瞬間、恵一の体を支配し体を深緑の翼を持った悪魔のような姿に変身・巨大化させ、自らメロディ・ヴァイオリンを弾きはじめた。世界中に撒き散らしたダークパワーを一点に集束させ、その力で発生した「滅びの雲」で地球全体を覆うが、歌たちとマイメロがドリームパワーの力をメロディ・タクトに集め、ダークパワーの体内で意識を取り戻した恵一に曲の酷さで失望され、体から追い出されてマイメロの特大「メロディ・マーク」が「滅びの雲」に貼り付き、無数の舞い落ちる花びらに変えられ世界が蘇った。ダークパワーの精は復讐を誓い宇宙の彼方へ飛び去った。
弱体化し宇宙を漂っていたが、マイメロへの復讐と野望成就のため流星のようになりマリーランドに戻りバコを見つけ、憑依し、翌日からバコは急成長する。力が弱く完全に支配仕切れていなかった。黒音符を集め続け、コンプリート直前だったが、ウサミミ仮面によりバコの体から追い出され、再び宇宙へ逃亡。
前回の反省から使いやすい奴に憑依しようと空から適正者を探し、黒いオーラを発するドリアン大臣を見つけ、憑依し心を完全に支配した。城に戻り様子を探っていると、反省室にいるコーちゃんに気づき解放する。早速、メロディ・ギターを盗み出すように命令する。
大臣の体で城を快適な生活をしていたことを反省し、王様を操りマリーランドの人々を苦しめようと、1日たこ焼き以外は食べてはいけない御触れを出させ、マイメロ一家やカキくんを近衛兵に捕らえさせた。しかし、マイメロの活躍により失敗する。
黒音符でマリーランド崩壊を願いすることを目論むも集められないため、自ら動き出すことに決め、黒い森に向かい、黒音符の実を食べ、ダークパワーを強化し体につやが出る。不思議に思ったマイメロや王様に問われたが、「テンプラを食べ過ぎた」と答え油のせいと納得させた。
大臣の体や心も完全に支配し、充分にパワーも強化したため、復讐の手始めとして、王様を倒しマリーランドを支配する計画を実行する。ハルカちゃんブロマイドに落書きされ機嫌の悪い王様により、その犯人と濡れ衣を着せされ、解雇すると激怒しているのを利用し、王様を挑発し、人気のない岸壁で決闘を行い、追い詰めるもマイメロに召喚されて大臣の意識も目覚めそうになり、あと一歩だったが倒すことができなかった。
黒音符がコンプリート寸前でドリアン大臣が風邪を引いてしまったため、一度体から抜け出し、フラットくん、ピアノちゃん（「ダー」と喋れない為抜け出す）、マイメロに憑依した（心の中で怖い為逃げ出す）。しかし誰とも体が合わなかったせいか、再びドリアン大臣に憑依した所、黒音符がコンプリートされて、クロミや潤よりも先に願いかなえ、再び人間界とマリーランドの崩壊が始まり、潤に憑依。電波塔でダークパワーの曲を弾き、滅びの雲を再び出現させ地球を覆いつくそうとしていた。歌たちの呼びかけと、恵一の弾くヴァイオリンの音色により潤は解放され、後一歩で野望は達成できず再び消え去った。
直後、クロミノートのナンバーが10000に達し、再び舞い戻り潤に取り憑いたときと同じ姿でクロミに憑依・巨大化した。メロディ・ギターで「クロミパンク」を演奏し滅びの雲を再び動かした。マイメロのメロディ・タクトが復活し、それによるお助けキャラによる総攻撃に敗れたことでクロミは意識を取り戻した。一時は世界の為に犠牲になろうとするクロミの中で憎しみが消えかかっていたが、クロミノートを読んだマイメロがクロミへのこれまでの行いを認め、タンスに自分を仕舞おうとすることで、クロミは再び憎しみを取り戻すが、最終的にはクロミ自身が自力でダークパワーと分離し、マイメロを救出してタンスを破壊。ウサミミ仮面とウサミミレンジャーズによる最終究極奥義「ウサミミテールボム」で敗北、滅びの雲も消え去った。弱体化した状態で逃走を図るが、最期はバクに捕食され、ついに完全消滅した。
『すっきり♪』では大量の黒音符となってマリーランドや人間界に降り注いだ。最終的には管理人（ダー子）によってすべての黒音符が集結し、ダークパワーの精が復活し、ダー子と同化して巨大化するもマイメロたちからその存在をすっかり忘れ去られてしまい、最期はマイメロがその名前を出したことでやっと思い出してもらえた、と「すっきり」してしまったため、自身が巨大なキラキラ玉になり自滅。ダー子の「ダーちゃんの形見が欲しい」という願いでマイメロのティアラから離れ、ダー子の手に渡った。
黒豹の女（ダー子）
声 - 藤田記子
黒豹の姿をした謎の女。クロミにティアラとメロディ・キーを託した張本人。声と容姿が負け犬荘の管理人。夫・ダーちゃんのことは「お前さん」と呼んでいる。本編ではいつの間にか「ダー子」と呼ばれている。
『すっきり♪』第50話にてクロミからムカムカ玉がコンプリートされたティアラを強奪してダークプリンセスの座を剥奪し、管理人からその正体と本性を現し、ティアラと負け犬荘の住人達から搾り取った負け犬オーラの集合体であるト音記号、世界中に散らばったすべての黒音符を集結させて夫・ダーちゃんを復活させる。そしてダーちゃんと同化して巨大化、マイメロのハイパーメロディタクトを破壊したが、マイメロがダーちゃんの存在を思い出し、ダーちゃんが最後のキラキラ玉になったため元に戻る。
その後、重罪人として反省室行きになりかけるが、クロミとバクの懇願によりプリンセス化したマイメロによって開放される。クロミランドの影響が戻りきっていない黒い森で新たな悪巧みを企てるつもりだったが、時同じくして純粋な夢の力でマリーランドがよみがえっていく様を見て、思わずダーちゃんの形見が欲しいと願ったことにより、最後のキラキラ玉がティアラから離れていき、そのまま彼女の手の中に飛んでいった。それを受け取ったことで「ホントに夢が叶った」と泣いて喜び改心。「悪い夢が再び出て行かないように」と黒い森の番人になることを決意し、森へ帰っていった。
コーちゃん
声 - 内藤玲
ナマズの姿をしたダークパワーの精の一の子分。黒い森に住む。杖を使い、魔法や瞬間移動が可能。マリーランド崩壊の際に黒い森へ逃げ込んできたニャンミ達を、永遠に甘い夢を見せる魔法で眠らせる。その後、探しに来たマイメロやクロミ達にも魔法をかけるが、マイメロのお助けカードで召喚され眠りから覚めたニャンミ達に倒され、駆けつてきた王様達に逮捕。
反省室に入れられていたが、ダーちゃんに憑依されたドリアン大臣により解放。大臣にダーちゃんが憑依していることに気づき、メロディ・ギターを盗み出して人間界にいるクロミに届け、それを柊潤に弾かせて黒音符を集めるようにクロミを煽った。
その後、黒い森付近で再び近衛兵に捕まる。王様と王妃様に尋問された際に、ドリアン大臣から自分のことを話さないように合図を送られたが、逆効果で威圧されてしまい、うっかり「ダーちゃん様」と返事をしてしまった。聞き逃さなかった王妃様に「素直に話せば罰は軽くする」と司法取引を持ちかけられるが、そこでは口を割らなかった。
その後、脱獄していることが発覚する。クロミにメロディ・キーを渡した謎の女豹（ダー子）と繋がっており、彼女のことは「姐さん」と呼んでいる。現在は彼女の子分となって黒い森を活動の拠点としている。謎の女豹に変わってクロミにダークプリンセスのことを伝えると、黒い森で捕獲した黒音符をクロミに憑依させダークプリンセスを疑似体験させるが、その後の消息は不明。

## ウサミミ仮面とシツジ仮面
『くるくるシャッフル』第2話で初登場。マリーランドの住人ではないため、正体は勿論その存在自体マイメロも知らなかった（後の『きららっ★』での設定と矛盾する）が、登場後はマイメロのお気に入りのキャラになった。『くるくるシャッフル』のお助けキャラの中では、マイメロママと並び、ほぼ最強の分類に属する。
大アルカナ「No.17：星」のような絵柄のカードが選ばれると、テーマソングの『おれはウサミミ仮面』が流れ、ウサミミ仮面とシツジ仮面がウサミミカーに乗って登場する。別のお助けキャラと共に召喚された場合、そのキャラはウサミミ仮面の頭の上に乗っかって登場することが多い。
ウサミミ仮面
声 - 置鮎龍太郎
色や形はマイメロと同じ頭巾だが耳が長く、口元から鼻まで白色のマスクで覆われ、目には黄色のアイマスクを付けており、素顔は分からない。白いタイツの上から、ベルトを巻き、黒色とピンク色の縞模様のブルマーズを履き、ピンク色の手袋やブーツを着け、ピンク色（裏地は黒色）のマントを纏う。このコスチュームはなぜかウサギの匂いがするため、それに気づいたマイメロに隠したコスチュームを見つけられそうになったこともあった。
登場時の前口上は「聞こえる聞こえる。愛に悩む人々の叫びが。悪に苦しむ人々の嘆きが。だってウサギの耳は長いんだもん。愛と正義の使者、ウサミミ仮面参上」。やる気が無いため、一度一緒にお助けキャラとして登場したマイメロママに「口上さえまともに言えないの?」と厳しいツッコミを受けた。台詞の最後に決めるポーズは、両腕は拳を上にして構え、同時に右膝を腰の高さまで上げながら、左足の踵を浮かせる
魔法騒動を解決すると、メロディ・キャンディをマイメロから貰い、「困ったときはいつでも呼んでくれ。さらばだ」とやる気なく言い残し去っていく。なお、変身ポーズの時にはポーズをとる。
正体は、「ウサミミの刑」を受けた柊恵一である。人間界ではセバスチャンのみが正体を知る。家で風呂敷を見て不安に思っていたところ、マイメロにウサミミ仮面のカードが選ばれたとき、目の前にあった風呂敷が光り、変身した。
自分の美意識に反するため、戦う意欲は皆無に等しく、台詞は棒読み、マイメロに「おねがい♪」されるとぞっとするなど、やる気は全く感じられない。今すぐにでも辞めたいのだが、拒否するとバクの刑が発動してしまうこと、ウサミミスタンプカード登場後、スタンプが全部埋まれば刑の解除と自分の夢が見つかることが判った。
歌たちの目の前で変身させられそうになり、セバスチャン共々正体がばれる危機に陥るも、手でカードを弾き飛ばして自ら変身を防いだ。しかし、究極奥義イケメン素顔を使って、歌たちに正体が知られた。
スタンプが貯まったことからウサミミの刑から解放された恵一だったが、ダークパワーに魅了された潤を救うためには、自分が直接出て行かなければ解決しないと思ったらしく、自らウサミミ仮面のコスチュームに身を包むが、このときの仮面は練習用の予備だったため苦戦する歌たち夢防衛少女隊の前に現れた。
クロミに自分に悪夢魔法をかけるよう指示し、悪夢魔法の力で再びウサミミ仮面としての力を取り戻したと同時にピアノちゃんを除く夢防衛少女隊のメンバーと小暮がウサミミレンジャーズに変身、ピアノちゃん、セバスチャン、セバスタンはシツジ仮面トリオに変身。
このときだけは、ダークパワーの精に対する怒りと潤を救うために自ら望んで変身したことなどから、スタンプが貯まる前とは打って変わって、やる気満々で前口上を決めている。
ダーちゃんとの戦いとウサミミの刑を終えた後は、ヨーロッパへ渡ってバイオリンコンサートの旅を続けている。本来ならば二度とウサミミ仮面には変身しないはずだったのだが、『すっきり♪』18話以降はマイメロが新おたすけキャラカードにウサミミ仮面の絵を描くことで、強制的にウサミミ仮面として召喚されてしまうことがある（単独での召喚が可）。マイメロはウサミミ仮面の正体が恵一であると信じていない。イケメンビームも変わらず照射できるなど、その強さは健在。本人は仕方なく行っており、別にマイメロのキラキラ玉を出すために戦ってはいない。マイメロの「おねがい♪」も完全無視するようになったが、歌の「おねがい」だけは顔を赤らめてやる気を出しており、歌の前ではマイメロの時と異なり態度を変えている。呼び出されるたびにマイメロには「二度とするな」と厳重に忠告しているが、マイメロは何度も約束を破っている。第22話以降、召喚されるたびにマイメロの持ち物を一式破壊している。時折、マイメロ本人を盾にして相手の攻撃を跳ね返すこともしばしば。また、クロミはウサミミ仮面の正体が恵一と知ると「マイメロが柊様を唆した（奪おうとしている）」と思い込み、『すっきり♪』以降からはヨーロッパへ渡った恵一から電話や手紙の返事が一切貰えないために日々重度と化す妄想癖とあらぬ誤解から以前にも増してマイメロを逆恨みするようになってしまい、クロミのその妄想癖に嘆き呆れるバクからも「もうフォローしきれない」と突っ込みを入れられることが増えている。
『きららっ★』では時間軸が過去であるため、チェリー＆ベリーの住む次元（シュクルタウン）で放送されている番組『ウサミミ仮面GOGO』の登場人物及びいたずらの度が過ぎて追い詰められたベリーが風呂敷包みから出した変身セットで二頭身のウサミミ仮面として登場。ベリーの変身したウサミミ仮面も同様の技が使えるが、イケメンでないためイケメンビームは使用できなかった。星のかけらの影響で巨大化したベリーを止めるためソララ王子もチェリーが出した同じセットで『ソラミミ仮面』と名乗り登場し交戦した。
7つの必殺技
シツジ仮面の説明から、7つの必殺技があることが判明した（最終話で、実はそれ以外にも必殺技が隠されている事が明かされる）。以下順不同に記載。
1. ウサミミパンチ・ウサミミキック
基本的必殺技。強烈なパンチ・キックで敵を叩きのめす。
2. ウサミミチョップ
強烈なチョップで敵をノックアウトする。
3. ウサミミイヤー
スーパーハイブリッド鼓膜により、全ての生き物の心の声が包み隠さず捉えられてしまう。V字の右手の指先を右耳にかざし、「聞こえる聞こえる。君の心の声が。君の心のときめきが。だってウサギの耳は長いんだもん」と言い、相手の心の声を探る。
4. お花ブーメラン
胸についている花の飾りを外し、相手に投げつける。投げた後、花の飾りは元の位置（胸）に戻ってくる。
5. イケメンビーム 
白いマスクを外して眼（もしくは顔面全体）からピンク色の光線を相手に照射し、悪夢魔法を解く。普通の人間がこの光線を浴びるとウサミミ仮面への依存度が高まり、健康を損ねる恐れがあるので要注意とされている。なお人間以外の生物には効果がないようである。なお、ウサミミ仮面になっても誰にでも使えるわけではなく、本当のイケメンでなければ発動しない。
6. ウサミミジャイアント
体を巨大化させる技。手をメガネの形にして目のところに持っていき、「ウサミミジャイアント!!」と叫ぶことにより発動。悪夢魔法により巨大化して暴れる歌を鎮めるため初めて使用された。「傷つけるわけにはいかない」と攻撃できず、まともに戦うことなく元のサイズに戻ってしまった。その後の出撃でも強大な敵に対して度々使用している。
7. イケメン素顔
ウサミミ仮面最強の究極奥義。イケメンビームのマックス版以上のパワーの光線を敵に照射する。通常では倒せないほどの強い敵をも倒せる絶大な威力があるが、限界を超えた出力の代償としてマスクが完全に粉々になり、正体を衆目に晒してしまうため、“禁断の第7の技”として封印していた。6つの必殺技がいずれも効かずピンチに陥ったとき、正体を晒す覚悟で封印を解いた。
8. ウサミミテールボム
最終話まで隠されていた（国王の言葉で発覚した）ウサミミ仮面最終究極奥義。腰を振ってウサミミ仮面の尻尾を飛ばす技で、尻尾は対象に吸着後に大爆発を起こす。イケメンビーム等の技を出す力が残っていない状態でも使用が可能。

シツジ仮面
声 - 西村仁
通常はウサミミ仮面とコンビで召喚されるが、小アルカナ「カップの3」のような絵柄のカードにより単独で召喚された。『くるくるシャッフル』最終話以降はシツジ仮面チャンと呼ばれる。
水色の羊のぬいぐるみを着たような格好。胸元にピンク色の蝶ネクタイと金色のベルを付け、口元が白いマスクで覆われているが、黒いサングラスと鼻髭が目立つ。
基本的に直接前面に出て戦うことは無く、ウサミミカーの運転や、ウサミミ仮面に立て札で伝えたりするなど、ウサミミ仮面をサポートすることに徹する。ウサミミ仮面と違い、悪夢魔法への耐性は持っていない。
正体はセバスチャンで、人間界では恵一のみが正体を知る。恵一の目の前にあった風呂敷がピンク色に光ったとき、部屋に入ってきたセバスチャンも光に包まれ、その瞬間全ての使命を理解し変身した。
恵一とは正反対で非常に積極的であり、変身中はウサミミ仮面を応援しつつ自分もアピールし、騒動の解決後に「面白かった」などと感想を恵一に話した。執事の仕事をする一方、サポート活動に傾倒し、出動時に流すテーマソングの作詞作曲や、「決して努力する姿を人に見せてはならない」というヒーローの王道を歩むため、自宅や別荘の地下には秘密トレーニングルームまで造った。
お助けキャラとして、単独で召喚されたときの前口上は、「光ある所に影があり、人生の表舞台を歩く人たちをお助けする我が青春に悔いなし。シツジ仮面参上！」。
この際はマイメロにお願いされ、「羊のブルース」を熱唱し、潤に悪夢魔法を解くきっかけを作った。